# ロマンスカーミュージアム

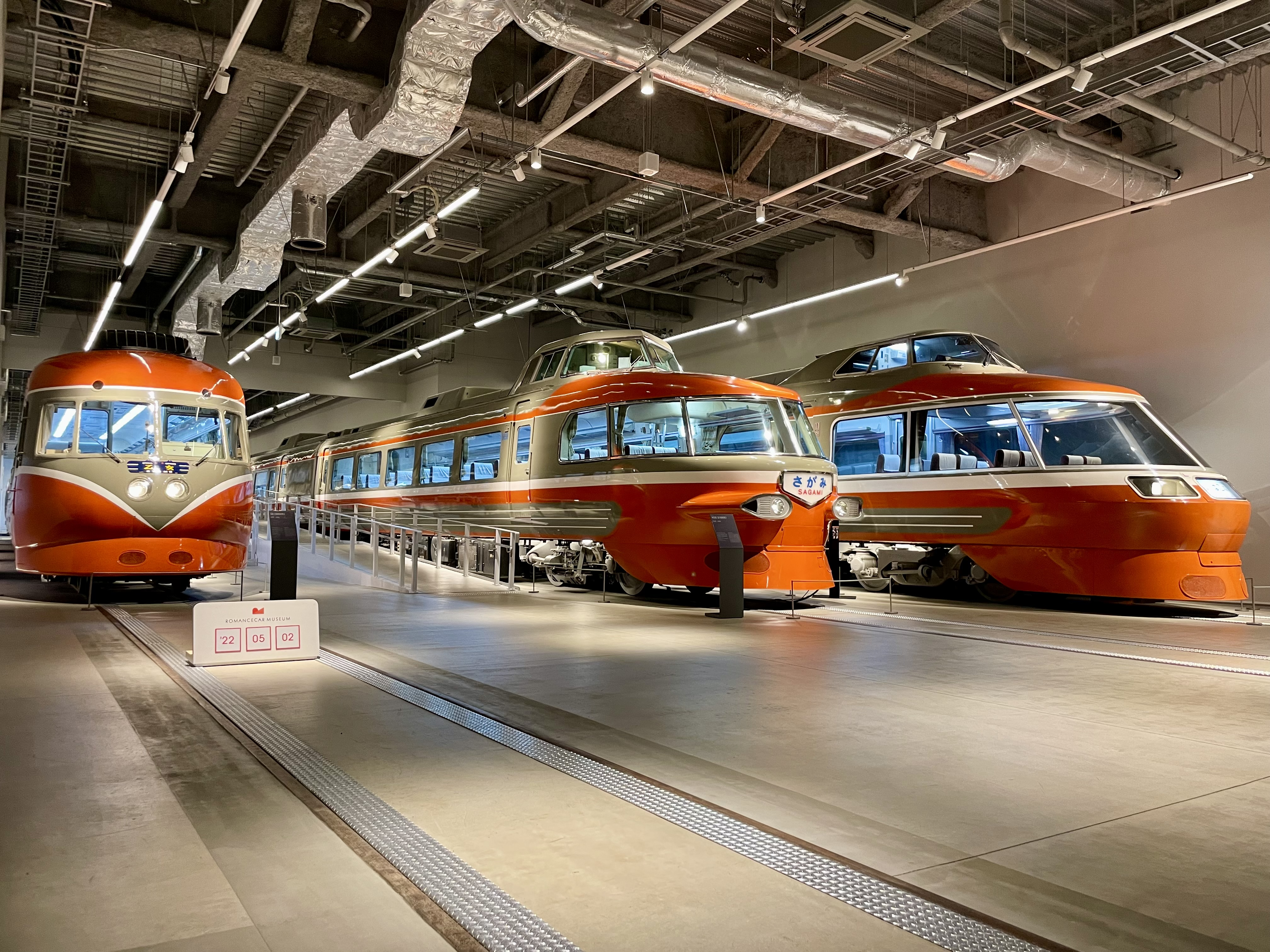
ロマンスカーギャラリーに展示される歴代車両。左からSE、NSE、LSE。

ロマンスカーミュージアム（英：ROMANCECAR MUSEUM）は、海老名駅（神奈川県海老名市めぐみ町）隣にある、小田急電鉄の鉄道博物館。
同社の特急ロマンスカーの歴代車両や小田急小田原線のうち新宿駅 - 箱根湯本駅間の沿線を再現したジオラマなどを展示しているほか、運転シミュレーターを体験できる。

## 概要
向ヶ丘遊園とともに閉鎖された「小田急鉄道資料館」以来、19年ぶりに設置された屋内常設展示施設であり、これまで線内各所の車両基地に保管されていた保存車両を移設。小田急線海老名駅やViNA GARDENSとの隣接地で2021年4月19日に開館した。「"子ども" も "大人" も楽しめる鉄道ミュージアム」をコンセプトに、小田急の歴史を後世に伝え、新しい街のシンボルとしての役割も担う。
企画・基本設計・デザイン監修は小田急グループ（当時）のUDS株式会社が手掛け、開館当初は施設の運営も担っていたが、2023年7月より同じ小田急グループの株式会社小田急エージェンシーに運営会社が変更された。

## 沿革
- 2018年（平成30年）4月27日 - 建設決定を発表
- 2019年（平成31年）1月23日 - 建設に先立ち安全祈願祭が行われる[6]
- 2020年（令和2年）11月30日 - ロゴマークが決定[7]
- 2021年（令和3年）4月19日 - 開館[3][8][9]
- 2023年（令和5年）
  - 5月31日 - 2階のカフェ「ROMANCECAR MUSEUM CLUBHOUSE」が営業終了[10]
  - 7月7日 - 2階に新たなカフェ「ビナキッチン」がオープン[11]
- 2024年（令和6年）6月21日 - 神奈川県所管の博物館法第11条による登録博物館として登録[12]

## 館内
2023年7月時点

### 1階
ヒストリーシアター
- 小田急電鉄に関する歴史をまとめたショートムービーを上映する。
- 展示車両
  - モハ1形

ロマンスカーギャラリー
- 検車庫をイメージした空間で、歴代のロマンスカー5車種を常設展示する。
- 展示車両
  - 3000形（SE車）
  - 3100形（NSE車）
  - 7000形（LSE車）
  - 10000形（HiSE車）
  - 20000形（RSE車）

※SE車とNSE車は車内のドア付近のみ、HiSE車とRSE車は車内全体の見学が可能
ロマンスカーアカデミア
- 小田急電鉄の企業年表パネルや複々線化事業の模型を展示する「ODAKYU HISTORY TIMELINE」を展開する。

### 2階
ジオラマパーク
- 小田急沿線をモチーフにした自称国内最大級の16番ゲージ模型による鉄道ジオラマ。プロジェクションマッピングとオリジナルソングによるジオラマショー「時間と距離のロマンス」や運転体験を展開。

キッズロマンスカーパーク
- ロマンスカーをテーマとしたキッズルーム。
  - 2かいのうんてんせき/てんぼうせき - 70000形を模した2階建ての四阿。
  - のぼってあそぼう - 60000形・70000形を模したアスレチック遊具。
  - はしるきっさしつのおべんとう - 70000形を模した弁当箱に食べ物を模した小物を詰める弁当ごっこ遊びを楽しめる。
  - あかちゃんゆうせんせき - 乳幼児向けリラックススペース。
  - こうさくしつ - ロマンスカーと家のペーパークラフトを組み立て、街を模したジオラマで楽しむ。
  - ロマンスカーシミュレーター LSE（7000形） - 7000形の廃運転台を活用した運転シミュレーター。
    - 小田急小田原線上りを収録しており、3つのコースがある。
      - Lv3：秦野 - 本厚木
      - Lv1：本厚木 - 町田
      - Lv2：成城学園前 - 新宿

    - 成城学園前 → 新宿間は営業運転終了直前の団体臨時列車『ありがとう特急ロマンスカーLSEに乗車！車内で楽しむ神奈川地酒きき酒会』ツアーでの映像を使用しているため、新宿駅では大量のギャラリーが待ち受ける。
    - 製作はTrain Simulatorシリーズでお馴染みの音楽館。

  - ロマンスカーシミュレーター Lite - 現役ロマンスカーの運転疑似体験が楽しめる運転シミュレーター。
    - 現役のロマンスカーであるGSE(70000形)またはMSE(60000形)の運転士視点で見える独特な風景、さらに扉が閉まってから車掌の出発合図を受け、動き出していく様子や加速するモーター音を4Kモニターや音響システムで再現されている。
    - 5つのコースが収録されており、GSEは2つ、MSEは3つのコースがある。
      - GSE①：町田 - 海老名
      - GSE②：相模大野 - 大和（夕方）
      - MSE①：新百合ヶ丘 - 町田
      - MSE②：海老名 - 伊勢原
      - MSE③：伊勢原 - 秦野

    - 製作は鉄道にっぽんシリーズなどを手掛けるソニックパワード。

  - インタラクティブアート “電車とつくるまち” - 小田急電鉄の開発事業をイメージしたインタラクティブアート。壁に手をかざすと線路・電車・町並みが現れる。

物販施設
- ミュージアムショップ「TRAINS」
  - 館内限定グッズをはじめとした小田急電鉄関連グッズを販売。運営は小田急電鉄[2]。
- カフェ「ビナキッチン」
  - 昭和の喫茶店を思い起こさせる軽食、飲料類を販売、ペデストリアンデッキに面し、来館者以外も利用可能となっている。運営は小田急レストランシステム[11]。

ステーションビューテラス（屋上）
- 海老名駅・海老名検車区を一望できる屋上展望台。

## 営業時間・利用情報

### 交通アクセス
- 小田急線・相模鉄道本線・JR相模線 海老名駅から徒歩すぐ

### 入館料金
- 大人（中学生以上）900円、子供（小学生）400円、幼児（未就学児）100円　※体験型コンテンツは別料金

### 開館時間
- 10時～17時（クラブハウスは20時、最終入館・ラストオーダーは閉館の30分前）

### 休館日
- 火曜日（祝日の場合は開館）